# Signalisation routière en Roumanie
Cette page répertorie les panneaux routiers utilisés en Roumanie.

## Panneaux de danger

Courbe vers la gauche
Courbe vers la droite
Double courbe vers la gauche
Double courbe vers la droite
Descente raide
Montée raide
La route se rétrécit
La route se rétrécit sur la droite
La route se rétrécit sur la gauche
Épaule souple
File d'attente pour la circulation
Tunnel
Pont mobile
Quai
Surface irrégulière
Bosse
Surface de route glissante
Copeaux en vrac
Chute de pierres
Passage piéton
Enfants
Cyclistes
Conduite de bétail
Animaux sauvages
Travaux routiers
Feux de circulation devant
Aéronef
Vents latéraux
Circulation à double sens
Autres dangers
Accident
Carrefour
Intersection avec priorité
Rond-point
Passage à niveau restreint
Passage à niveau non barré
Tramway
Balise de distance pour passage à niveau
Balise de distance pour sortie d'autoroute
Croix de Saint-André
Le tracteur
Option de redressement
Augmentation de la zone d'accident

## Panneaux de priorité

Cédez le passage
Arrêt
Route prioritaire
Fin de la route prioritaire
Priorité au trafic venant en sens inverse
Priorité sur le trafic venant en sens inverse